# Virectaria
Virectaria là một chi thực vật có hoa trong họ Thiến thảo (Rubiaceae).

## Loài
Chi Virectaria gồm các loài: